# Pedicellina pyriformis
Pedicellina pyriformis är en bägardjursart som beskrevs av Ryland 1965. Pedicellina pyriformis ingår i släktet Pedicellina och familjen Pedicellinidae. Inga underarter finns listade i Catalogue of Life.